# Echinopyrrhosia trophocyon
Echinopyrrhosia trophocyon är en tvåvingeart som beskrevs av Aldrich 1928. Echinopyrrhosia trophocyon ingår i släktet Echinopyrrhosia och familjen parasitflugor.
Artens utbredningsområde är Ecuador. Inga underarter finns listade i Catalogue of Life.